# やました
やました（本名：山下 知怜〈やました ちさと〉、1997年7月21日 - ）は、吉本興業大阪本社に所属する日本のピン芸人。女芸人No.1決定戦 THE W2024ファイナリスト。よしもと漫才劇場を中心に活動している。

## 来歴
兵庫県尼崎市出身。中学から大学まで10年間吹奏楽に打ち込んでおり、パーカッションを担当していた。 大学時代は応援団の吹奏楽部に所属しており大きな大会で演奏することも多々あった。
関西学院大学文学部を卒業目前に退学した。
NSC大阪校に43期生として入学し、2021年にデビューした。NSC時代からピン芸人で、1年目のみ男女コンビを組んだものの解散してピン芸人に戻った。2024年3月によしもと漫才劇場のメンバーとなった。

## エピソード
- 憧れる芸人像は友近。 [4]
- NSCへの入学理由について大学3回生から就活が始まるが黒染めとスーツが面倒くさいからやりたくないなと思ったこと、お笑いは拍手もらったり、舞台出て行ったりして吹奏楽部と同じやなと思ったことと語っている。[5]

## 人物
- 身長165 cm、体重53 kg。血液型A型[6]。
- 趣味は、読書、カラオケ[6]。
- 特技は、打楽器、絵[6]。
- 尊敬する芸人として、先輩のピン芸人であるしがしがと真輝志を挙げている[2]。

## 賞レースでの戦績

### 2023年
- 女芸人No.1決定戦 THE W準決勝進出[7]

### 2024年
- 第2回UNDER5 AWARD 準決勝進出[8]
- 第45回ABCお笑いグランプリ 決勝進出[9]
- NHK新人お笑い大賞 本戦出場[10]
- 女芸人No.1決定戦 THE W 決勝進出
- M-1グランプリ 準々決勝進出（真輝志とのユニット、ヤマシタマキシとして）

## 出演

### テレビ
- 発信Live ジモトノチカラ！（BSよしもと）
- 痛快！明石家電視台（毎日放送）
- 今田耕司のネタバレMTG（読売テレビ）

### ラジオ
- ABCパワフルアフタヌーン　兵動大樹のほわ～っとエエ感じ。（朝日放送ラジオ）週替わりパートナー[11]